# Fernand Neuray
Fernand Neuray, né à Étalle, dans la province belge de Luxembourg, en mai 1874, et décédé en Grèce, en mars 1934, est un journaliste et publiciste belge. 

## Biographie
Fernand Neuray est l'un des grands noms du journalisme belge de la première moitié du XXe siècle ; il fréquenta Georges Clemenceau. 
En 1914, il est rédacteur en chef du journal Le Vingtième Siècle et travaille avec l'abbé Norbert Wallez (qui embauchera plus tard le jeune Georges Rémi) puis au printemps 1915, Neuray lance au Havre une version néerlandophone du Vingtième Siècle intitulée Het Vaderland (La Patrie). 
En mars 1918, il fonde et dirige La Nation belge. Ces projets sont financés par le comte Charles de Broqueville, ancien premier ministre. 
Ses chroniques artistiques dans La Nation Belge le suivent lorsqu'il travaille pour la « bonne vieille L'Indépendance belge », « reprise et rajeunie » par son neveu René Hislaire, qui avait après lui dirigé La Nation belge raconte Fernand Demany, dans La Chasse aux canards : souvenirs de journalismes.
En 1934, son décès lors d'un voyage en Grèce est suivi de funérailles quasi nationales.
Une rue de la commune d'Ixelles porte son nom, et la façade Sud du CPAS d'Étalle, son village natal, porte un médaillon de bronze à son effigie. 
Il est l'arrière-grand-père du dessinateur de bandes dessinées Olivier Neuray.

## Sources
- Fernand Neuray, le plus grand journaliste belge de son temps (1874-1934), par Jean-Claude Delhez (Annales de l’Institut Archéologique belge du Luxembourg, CXVIII-CXIX, chez l’auteur, 1987-1988);
- L'Action Française dans le nationalisme belge 1914-1918 par Dr. E. Defoort, bibliothécaire à la K.U.L. Section Courtrai (p. 113-152).